# Gai Juli Jul (cònsol 489 aC)
Gai Juli Jul (en llatí: Caius Iulius L. F. Iullus) va ser un magistrat romà del segle v aC. Formava part de la gens Júlia, una gens romana d'origen patrici, de les més antigues.
Va ser cònsol l'any 489 aC amb Publi Pinari Mamercí Ruf, consolat en el qual els volscs dirigits per Coriolà, van iniciar la guerra contra Roma. A la història de Titus Livi no hi figuren els cònsols d'aquest any.